# Јозеф Цеснак
Јозеф Цеснак (Бацух, 6. фебруар 1936 — Братислава, 6. новембар 2021) био је словачки академски сликар и илустратор.

## Биографија
Рођен је 6. фебруара 1936. године у општини Бацух у срезу Брезно у Словачкој. После матуре на средњој уметничко- индустријској школи у Братслави 1956. године уписао је Факултет ликовних уметности у Братислави и завршио 1963. године у класи професора Винцента Хлозика. Цело доба свог студија је усавршавао технику цртања. После завршетка факултета се определио за слободну графику и уметничку илустрацију. Направио је више од 150 књижних илустрација. Центар његовог дела је човек, У композицијама ствара линију догађања у којој доминира људска личност. Ствара их мајстор цртежа Јозеф Цеснак- уметник који респектује вредности цртачких техника.

## Одабране илустрације
- Елена Чепчекова("Elena Čepčeková"): Monika
- Доминик Штубња - Замостски ("Dominik Štubňa-Zámostský"):Príhody od Hrona
- Ф. Кројц("F.Kreutz") Heľpianska bosorka, Čriepky z breznianskeho rínku
- Милан Ферко ("Milan Ferko"):Staré povesti slovenské
- Са делом Јозефа Цеснака сусрећемо се и у школским уџбеницима и у часописима какви су Охњик, Камарат, Слњиечко и Словенка.

## Признања
- Награда Вита Њеједлехо ("Cena Víta Nejedlého") (1985)